# Beylongue
Beylongue (gaskonsko Vath Longa) je naselje in občina v francoskem departmaju Landes regije Akvitanije. Naselje je leta 2009 imelo 353 prebivalcev.

## Geografija
Kraj leži v pokrajini Gaskonji 31 km zahodno od Mont-de-Marsana.

## Uprava
Občina Beylongue skupaj s sosednjimi občinami Bégaar, Boos, Carcen-Ponson, Laluque, Lesgor, Pontonx-sur-l'Adour, Rion-des-Landes, Saint-Yaguen, Tartas in Villenave sestavlja kanton Tartas-zahod s sedežem v Tartasu. Kanton je sestavni del okrožja Dax.

## Zanimivosti
- cerkev sv. Petra, francoski zgodovinski spomenik od leta 1996;